# Lucie Hradecká
Lucie Hradecká, wym. [ˈlut͡sɪjɛ ˈɦradɛt͡skaː] (ur. 21 maja 1985 w Pradze) – czeska tenisistka, srebrna medalistka Letnich Igrzysk Olimpijskich 2012 w grze podwójnej oraz brązowa medalistka Letnich Igrzysk Olimpijskich 2016 w grze mieszanej, zdobywczyni Pucharu Federacji 2011, 2012 i 2014 wraz z drużyną Czech, zwyciężczyni dwudziestu sześciu turniejów WTA Tour w grze podwójnej, finalistka Mistrzostw WTA w 2012 roku w deblu, triumfatorka French Open 2011 i US Open 2013 w grze podwójnej oraz French Open 2013 w grze mieszanej.

## Kariera tenisowa
W latach 2002–2005 regularnie występowała w kobiecych turniejach ITF. W 2005 po raz pierwszy osiągnęła półfinał deblowego turnieju WTA w Pradze w parze z rodaczką Blahotovą. Wielokrotnie startowała w eliminacjach turniejowych do gry pojedynczej, ale nie udało się jej przedostać do głównego turnieju. W sezonie 2006 wygrała pierwszy turniej deblowy w Portorožu z Renatą Voráčovą. Rok później z tą samą partnerką wygrała turnieje deblowe w Kitzbühel i Portorožu. W 2008 ponownie wygrała dwa turnieje deblowe, jednakże tym razem z Andreą Hlaváčkovą w Pradze i Bad Gastein. w Bad Gastein z Hlaváčkovą wygrała także sezon później, a następnie w odstępie tygodnia zwyciężyła z Voráčovą w Stambule.
Była finalistką siedmiu turniejów w singlu. W Bad Gastein w 2008 przegrała 4:6, 4:6 z Pauline Parmentier. W 2009 roku przegrała w finale w Strasburgu z Aravane Rezaï 7:6(2), 6:1 oraz Stambule z Wierą Duszewiną 6:0, 6:1. W kwietniu 2011 roku dotarła do finału turnieju WTA w Barcelonie, gdzie przegrała pojedynek o tytuł z Robertą Vinci 6:4, 2:6, 2:6. Miesiąc później, wraz z Andreą Hlaváčkovą, wygrała wielkoszlemowy Roland Garros. We wrześniu 2012 roku przegrała z Kirsten Flipkens w finale w Québecu. W sezonie 2013 Czeszka awansowała do meczu mistrzowskiego zawodów w Strasburgu, w którym nie sprostała Alizé Cornet, przegrywając 6:7(4), 0:6. W maju 2015 roku w siódmym singlowym finale, a szóstym w kategorii WTA International Series – w Pradze – uległa Karolínie Plíškovej 6:4, 5:7, 3:6.
W styczniu 2013 roku Hradecká razem z Františkiem Čermakiem osiągnęła finał wielkoszlemowego Australian Open w grze mieszanej. Para uległa w finale wynikiem 3:6, 5:7 Jarmili Gajdošovej i Matthew Ebdenowi. W czerwcu tego samego roku mikst triumfował w finale turnieju wielkoszlemowego. Na French Open pokonali wynikiem 1:6, 6:4, 10–6 Kristinę Mladenovic i Daniela Nestora. W rozgrywkach deblowych na US Open 2013 wspólnie z Hlaváčkovą pokonały parę Ashleigh Barty–Casey Dellacqua 6:7(4), 6:1, 6:4.
W 2015 roku razem z Marcinem Matkowskim osiągnęła finał rozgrywek mikstowych na French Open, przegrywając w finale 6:7(3), 1:6 z Bethanie Mattek-Sands i Mikiem Bryanem.
Łącznie wygrała w 26 turniejach w grze podwójnej (trzynaście razy w parze z Andreą Hlaváčkovą, cztery razy w parze z Renatą Voráčovą, dwa razy z Marie Bouzkovą oraz po razie w parze z Anabel Mediną Garrigues, Evą Birnerovą, Mirjaną Lučić-Baroni, Julią Görges, Jekatieriną Makarową, Andreją Klepač i Kristýną Plíškovą), a także 28 razy przegrywała w finałach.

## Historia występów wielkoszlemowych
Legenda
     W, wygrany turniej
     F, przegrana w finale
     SF, przegrana w półfinale
     QF, przegrana w ćwierćfinale
     xR, przegrana w x rundzie
     A, brak startu
     NH, turniej nie odbył się

### Występy w grze pojedynczej
| Australian Open        | A   | A   | A   | A   | A   | A   | A  | 1R  | 1R | 2R | 2R  | 2R  | 3R | 1R  | Q2  | A   | Q2  | A   | A   | A | 0 / 7  | 5 – 7  |  |  |  |  |
| French Open            | A   | A   | A   | A   | A   | A   | 2R | 1R  | 2R | 1R | 1R  | Q1  | 2R | 1R  | Q3  | A   | A   | A   | A   | A | 0 / 7  | 3 – 7  |  |  |  |  |
| Wimbledon              | A   | A   | A   | A   | A   | A   | 1R | 1R  | 1R | 1R | 1R  | Q2  | 1R | Q1  | A   | A   | A   | NH  | A   | A | 0 / 6  | 0 – 6  |  |  |  |  |
| US Open                | A   | A   | A   | A   | A   | A   | 1R | 1R  | 1R | 2R | 1R  | Q1  | 1R | Q2  | Q2  | Q1  | A   | A   | A   | A | 0 / 6  | 1 – 6  |  |  |  |  |
|                        |     |     |     |     |     |     |    |     |    |    |     |     |    |     |     |     |     |     |     |   |        |        |  |  |  |  |
| Ranking na koniec roku | 410 | 258 | 204 | 174 | 241 | 119 | 65 | 111 | 51 | 46 | 150 | 157 | 53 | 171 | 184 | 740 | 300 | 490 | 565 | – | 0 / 26 | 9 – 26 |  |  |  |  |

### Występy w grze podwójnej
| Australian Open        | A | A   | A  | A  | 1R | 1R | 2R | 3R | 2R | SF | 2R | 3R | 3R | F  | 1R | A  | 2R | 1R | 2R | 2R | 0 / 15 | 21 – 15  |  |  |  |  |  |
| French Open            | A | A   | A  | 1R | 1R | 2R | 1R | 3R | W  | SF | SF | SF | SF | QF | SF | 1R | 3R | 1R | 3R | 3R | 1 / 17 | 38 – 16  |  |  |  |  |  |
| Wimbledon              | A | A   | A  | 3R | 1R | 1R | 1R | 2R | 1R | F  | QF | 2R | 2R | 3R | 3R | 3R | 1R | NH | QF | 1R | 0 / 16 | 21 – 16  |  |  |  |  |  |
| US Open                | A | A   | A  | 1R | 1R | 2R | 2R | 1R | QF | F  | W  | 3R | 3R | 3R | F  | QF | 1R | 2R | QF | 2R | 1 / 17 | 35 – 16  |  |  |  |  |  |
|                        |   |     |    |    |    |    |    |    |    |    |    |    |    |    |    |    |    |    |    |    |        |          |  |  |  |  |  |
| Ranking na koniec roku | – | 593 | 87 | 53 | 67 | 51 | 42 | 38 | 15 | 4  | 14 | 22 | 17 | 10 | 14 | 32 | 28 | 32 | 29 | 29 | 2 / 65 | 115 – 63 |  |  |  |  |  |

### Występy w grze mieszanej
| Australian Open | A | A | A | A | A | A  | A  | 2R | A  | 1R | F  | 1R | 1R | 1R | 1R | A  | A  | 1R | 2R | SF | 0 / 10 | 9 – 10  |  |  |  |  |  |
| French Open     | A | A | A | A | A | A  | A  | A  | A  | 1R | W  | 2R | F  | 1R | QF | A  | 1R | NH | A  | QF | 1 / 8  | 14 – 7  |  |  |  |  |  |
| Wimbledon       | A | A | A | A | A | 1R | 1R | 1R | 2R | A  | 2R | 1R | A  | A  | 3R | 1R | A  | NH | 1R | 1R | 0 / 10 | 1 – 10  |  |  |  |  |  |
| US Open         | A | A | A | A | A | A  | A  | 1R | SF | SF | QF | 1R | 1R | 1R | QF | 1R | 1R | NH | 1R | 2R | 0 / 12 | 11 – 12 |  |  |  |  |  |
|                 |   |   |   |   |   |    |    |    |    |    |    |    |    |    |    |    |    |    |    |    |        |         |  |  |  |  |  |
|                 |   |   |   |   |   |    |    |    |    |    |    |    |    |    |    |    |    |    |    |    | 1 / 40 | 35 – 39 |  |  |  |  |  |

## Finały turniejów WTA
| Legenda                     | Legenda |
| --------------------------- | ------- |
| Wielki Szlem                |         |
| Igrzyska olimpijskie        |         |
| WTA Tour Championships      |         |
| 1988 – 2008                 |         |
| Kategoria I                 |         |
| Kategoria II                |         |
| Kategoria III               |         |
| Kategoria IV                |         |
| Kategoria V                 |         |
| 2009 – 2020                 |         |
| WTA Premier Mandatory       |         |
| WTA Premier 5               |         |
| WTA Premier                 |         |
| WTA International Series    |         |
| WTA 125K series (2012–2020) |         |
| od 2021                     |         |
| WTA 1000 (obowiązkowe)      |         |
| WTA 1000 (nieobowiązkowe)   |         |
| WTA 500                     |         |
| WTA 250                     |         |
| WTA 125                     |         |

### Gra pojedyncza 7 (0–7)
| Końcowy wynik | Nr | Data             | Turniej     | Nawierzchnia  | Przeciwniczka      | Wynik finału  |
| ------------- | -- | ---------------- | ----------- | ------------- | ------------------ | ------------- |
| Finalistka    | 1. | 20 lipca 2008    | Bad Gastein | Ceglana       | Pauline Parmentier | 4:6, 4:6      |
| Finalistka    | 2. | 18 maja 2009     | Strasburg   | Ceglana       | Aravane Rezaï      | 6:7(2), 1:6   |
| Finalistka    | 3. | 2 sierpnia 2009  | Stambuł     | Twarda        | Wiera Duszewina    | 0:6, 1:6      |
| Finalistka    | 4. | 30 kwietnia 2011 | Barcelona   | Ceglana       | Roberta Vinci      | 6:4, 2:6, 2:6 |
| Finalistka    | 5. | 16 września 2012 | Québec      | Twarda (hala) | Kirsten Flipkens   | 1:6, 5:7      |
| Finalistka    | 6. | 25 maja 2013     | Strasburg   | Ceglana       | Alizé Cornet       | 6:7(4), 0:6   |
| Finalistka    | 7. | 2 maja 2015      | Praga       | Ceglana       | Karolína Plíšková  | 6:4, 5:7, 3:6 |

### Gra podwójna 54 (26–28)
| Końcowy wynik | Nr  | Data                 | Turniej         | Nawierzchnia    | Partnerka               | Przeciwniczki                                      | Wynik finału       |
| ------------- | --- | -------------------- | --------------- | --------------- | ----------------------- | -------------------------------------------------- | ------------------ |
| Finalistka    | 1.  | 18 lipca 2006        | Budapeszt       | Ceglana         | Renata Voráčová         | Janette Husárová Michaëlla Krajicek                | 6:4, 4:6, 4:6      |
| Zwyciężczyni  | 1.  | 24 września 2006     | Portorož        | Twarda          | Renata Voráčová         | Eva Birnerová Émilie Loit                          | walkower           |
| Zwyciężczyni  | 2.  | 29 lipca 2007        | Bad Gastein     | Ceglana         | Renata Voráčová         | Ágnes Szávay Vladimíra Uhlířová                    | 6:3, 7:5           |
| Zwyciężczyni  | 3.  | 23 września 2007     | Portorož        | Twarda          | Renata Voráčová         | Andreja Klepač Jelena Lichowcewa                   | 5:7, 6:4, 10–7     |
| Zwyciężczyni  | 4.  | 4 maja 2008          | Praga           | Ceglana         | Andrea Hlaváčková       | Jill Craybas Michaëlla Krajicek                    | 1:6, 6:3, 10–6     |
| Zwyciężczyni  | 5.  | 20 lipca 2008        | Bad Gastein     | Ceglana         | Andrea Hlaváčková       | Sesił Karatanczewa Nataša Zorić                    | 6:3, 6:3           |
| Zwyciężczyni  | 6.  | 26 lipca 2009        | Bad Gastein     | Ceglana         | Andrea Hlaváčková       | Tatjana Malek Andrea Petković                      | 6:2, 6:4           |
| Zwyciężczyni  | 7.  | 1 sierpnia 2009      | Stambuł         | Twarda          | Renata Voráčová         | Julia Görges Patty Schnyder                        | 2:6, 6:3, 12–10    |
| Finalistka    | 2.  | 29 sierpnia 2009     | New Haven       | Twarda          | Iveta Benešová          | Nuria Llagostera Vives María José Martínez Sánchez | 2:6, 5:7           |
| Zwyciężczyni  | 8.  | 10 stycznia 2010     | Brisbane        | Twarda          | Andrea Hlaváčková       | Melinda Czink Arantxa Parra Santonja               | 2:6, 7:6(3), 10–4  |
| Finalistka    | 3.  | 1 maja 2010          | Fez             | Ceglana         | Renata Voráčová         | Iveta Benešová Anabel Medina Garrigues             | 3:6, 1:6           |
| Zwyciężczyni  | 9.  | 25 lipca 2010        | Bad Gastein     | Ceglana         | Anabel Medina Garrigues | Timea Bacsinszky Tathiana Garbin                   | 6:7(2), 6:1, 10–5  |
| Finalistka    | 4.  | 20 lutego 2011       | Memphis         | Twarda (hala)   | Andrea Hlaváčková       | Wolha Hawarcowa Ałła Kudriawcewa                   | 3:6, 6:4, 8–10     |
| Zwyciężczyni  | 10. | 3 czerwca 2011       | French Open     | Ceglana         | Andrea Hlaváčková       | Sania Mirza Jelena Wiesnina                        | 6:4, 6:3           |
| Zwyciężczyni  | 11. | 18 lipca 2011        | Bad Gastein     | Ceglana         | Eva Birnerová           | Jarmila Gajdošová Julia Görges                     | 4:6, 6:2, 12–10    |
| Finalistka    | 5.  | 25 października 2011 | Luksemburg      | Twarda (hala)   | Jekatierina Makarowa    | Iveta Benešová Barbora Záhlavová-Strýcová          | 5:7, 3:6           |
| Zwyciężczyni  | 12. | 7 stycznia 2012      | Auckland        | Twarda          | Andrea Hlaváčková       | Julia Görges Flavia Pennetta                       | 6:7(2), 6:2, 10–7  |
| Zwyciężczyni  | 13. | 26 lutego 2012       | Memphis         | Twarda (hala)   | Andrea Hlaváčková       | Wiera Duszewina Wolha Hawarcowa                    | 6:3, 6:4           |
| Finalistka    | 6.  | 6 lipca 2012         | Wimbledon       | Trawiasta       | Andrea Hlaváčková       | Serena Williams Venus Williams                     | 5:7, 4:6           |
| Finalistka    | 7.  | 5 sierpnia 2012      | Londyn          | Trawiasta       | Andrea Hlaváčková       | Serena Williams Venus Williams                     | 4:6, 4:6           |
| Zwyciężczyni  | 14. | 19 sierpnia 2012     | Cincinnati      | Twarda          | Andrea Hlaváčková       | Katarina Srebotnik Zheng Jie                       | 6:1, 6:3           |
| Finalistka    | 8.  | 25 sierpnia 2012     | New Haven       | Twarda          | Andrea Hlaváčková       | Liezel Huber Lisa Raymond                          | 6:4, 0:6, 4–10     |
| Finalistka    | 9.  | 9 września 2012      | US Open         | Twarda          | Andrea Hlaváčková       | Sara Errani Roberta Vinci                          | 4:6, 2:6           |
| Zwyciężczyni  | 15. | 21 października 2012 | Luksemburg      | Twarda (hala)   | Andrea Hlaváčková       | Irina-Camelia Begu Monica Niculescu                | 6:3, 6:4           |
| Finalistka    | 10. | 28 października 2012 | Stambuł         | Twarda (hala)   | Andrea Hlaváčková       | Marija Kirilenko Nadieżda Pietrowa                 | 1:6, 4:6           |
| Zwyciężczyni  | 16. | 14 lipca 2013        | Budapeszt       | Ceglana         | Andrea Hlaváčková       | Nina Bratczikowa Ana Tatiszwili                    | 6:4, 6:1           |
| Zwyciężczyni  | 17. | 7 września 2013      | US Open         | Twarda          | Andrea Hlaváčková       | Ashleigh Barty Casey Dellacqua                     | 6:7(4), 6:1, 6:4   |
| Finalistka    | 11. | 15 września 2013     | Québec          | Twarda (hala)   | Andrea Hlaváčková       | Ałła Kudriawcewa Anastasija Rodionowa              | 4:6, 3:6           |
| Finalistka    | 12. | 4 stycznia 2014      | Auckland        | Twarda          | Michaëlla Krajicek      | Sharon Fichman Maria Sanchez                       | 6:2, 0:6, 4–10     |
| Zwyciężczyni  | 18. | 14 września 2014     | Québec          | Dywanowa (hala) | Mirjana Lučić-Baroni    | Julia Görges Andrea Hlaváčková                     | 6:3, 7:6(8)        |
| Finalistka    | 13. | 18 października 2014 | Luksemburg      | Twarda (hala)   | Barbora Krejčíková      | Timea Bacsinszky Kristina Barrois                  | 6:3, 4:6, 4–10     |
| Finalistka    | 14. | 28 lutego 2015       | Acapulco        | Twarda          | Andrea Hlaváčková       | Lara Arruabarrena María-Teresa Torró-Flor          | 6:7(2), 7:5, 11–13 |
| Finalistka    | 15. | 21 czerwca 2015      | Birmingham      | Trawiasta       | Andrea Hlaváčková       | Garbiñe Muguruza Carla Suárez Navarro              | 4:6, 4:6           |
| Finalistka    | 16. | 26 lipca 2015        | Bad Gastein     | Ceglana         | Lara Arruabarrena       | Danka Kovinić Stephanie Vogt                       | 6:4, 4:6, 3–10     |
| Zwyciężczyni  | 19. | 29 sierpnia 2015     | New Haven       | Twarda          | Julia Görges            | Chuang Chia-jung Liang Chen                        | 6:3, 6:1           |
| Finalistka    | 17. | 18 października 2015 | Linz            | Twarda (hala)   | Andrea Hlaváčková       | Raquel Kops-Jones Abigail Spears                   | 3:6, 5:7           |
| Finalistka    | 18. | 29 stycznia 2016     | Australian Open | Twarda          | Andrea Hlaváčková       | Martina Hingis Sania Mirza                         | 6:7(1), 3:6        |
| Zwyciężczyni  | 20. | 18 września 2016     | Québec          | Dywanowa (hala) | Andrea Hlaváčková       | Ałła Kudriawcewa Aleksandra Panowa                 | 7:6(2), 7:6(2)     |
| Zwyciężczyni  | 21. | 22 października 2016 | Moskwa          | Twarda (hala)   | Andrea Hlaváčková       | Darja Gawriłowa Darja Kasatkina                    | 4:6, 6:0, 10–7     |
| Finalistka    | 19. | 5 lutego 2017        | Tajpej          | Twarda (hala)   | Kateřina Siniaková      | Chan Hao-ching Chan Yung-jan                       | 4:6, 2:6           |
| Finalistka    | 20. | 18 marca 2017        | Indian Wells    | Twarda          | Kateřina Siniaková      | Chan Yung-jan Martina Hingis                       | 6:7(4), 2:6        |
| Finalistka    | 21. | 9 kwietnia 2017      | Charleston      | Ceglana         | Kateřina Siniaková      | Bethanie Mattek-Sands Lucie Šafářová               | 1:6, 6:4, 7–10     |
| Finalistka    | 22. | 5 maja 2017          | Praga           | Ceglana         | Kateřina Siniaková      | Anna-Lena Grönefeld Květa Peschke                  | 4:6, 6:7(3)        |
| Finalistka    | 23. | 10 września 2017     | US Open         | Twarda          | Kateřina Siniaková      | Chan Yung-jan Martina Hingis                       | 3:6, 2:6           |
| Zwyciężczyni  | 22. | 18 sierpnia 2018     | Cincinnati      | Twarda          | Jekatierina Makarowa    | Elise Mertens Demi Schuurs                         | 6:2, 7:5           |
| Finalistka    | 24. | 23 lutego 2019       | Dubaj           | Twarda          | Jekatierina Makarowa    | Hsieh Su-wei Barbora Strýcová                      | 4:6, 4:6           |
| Zwyciężczyni  | 23. | 17 sierpnia 2019     | Cincinnati      | Twarda          | Andreja Klepač          | Anna-Lena Grönefeld Demi Schuurs                   | 6:4, 6:1           |
| Zwyciężczyni  | 24. | 16 sierpnia 2020     | Praga           | Ceglana         | Kristýna Plíšková       | Monica Niculescu Raluca Olaru                      | 6:2, 6:2           |
| Finalistka    | 25. | 15 listopada 2020    | Linz            | Twarda (hala)   | Kateřina Siniaková      | Arantxa Rus Tamara Zidanšek                        | 3:6, 4:6           |
| Finalistka    | 26. | 11 kwietnia 2021     | Charleston      | Ceglana         | Marie Bouzková          | Nicole Melichar Demi Schuurs                       | 2:6, 4:6           |
| Zwyciężczyni  | 25. | 20 czerwca 2021      | Birmingham      | Trawiasta       | Marie Bouzková          | Uns Dżabir Ellen Perez                             | 6:4, 2:6, 10–8     |
| Zwyciężczyni  | 26. | 18 lipca 2021        | Praga           | Twarda          | Marie Bouzková          | Viktória Kužmová Nina Stojanović                   | 7:6(3), 6:4        |
| Finalistka    | 27. | 10 kwietnia 2022     | Charleston      | Ceglana         | Sania Mirza             | Andreja Klepač Magda Linette                       | 2:6, 6:4, 7–10     |
| Finalistka    | 28. | 21 maja 2022         | Strasburg       | Ceglana         | Sania Mirza             | Nicole Melichar-Martinez Daria Saville             | 7:5, 5:7, 6–10     |

### Gra mieszana 3 (1–2)
| Końcowy wynik | Nr | Data             | Turniej         | Nawierzchnia | Partner          | Przeciwnicy                       | Wynik finału   |
| ------------- | -- | ---------------- | --------------- | ------------ | ---------------- | --------------------------------- | -------------- |
| Finalistka    | 1. | 27 stycznia 2013 | Australian Open | Twarda       | František Čermák | Jarmila Gajdošová Matthew Ebden   | 3:6, 5:7       |
| Zwyciężczyni  | 1. | 6 czerwca 2013   | French Open     | Ceglana      | František Čermák | Kristina Mladenovic Daniel Nestor | 1:6, 6:4, 10–6 |
| Finalistka    | 2. | 4 czerwca 2015   | French Open     | Ceglana      | Marcin Matkowski | Bethanie Mattek-Sands Mike Bryan  | 6:7(3), 1:6    |

## Występy w Turnieju Mistrzyń

### W grze podwójnej
| Rok  | Rezultat              | Partnerka          | Przeciwniczki                              | Wynik                                      |
| 2012 | Finał                 | Andrea Hlaváčková  | Marija Kirilenko Nadieżda Pietrowa         | 1:6, 4:6                                   |
| 2015 | Półfinał              | Andrea Hlaváčková  | Garbiñe Muguruza Carla Suárez Navarro      | 6:7(6), 0:6                                |
| 2016 | Ćwierćfinał           | Andrea Hlaváčková  | Jekatierina Makarowa Jelena Wiesnina       | 2:6, 5:7                                   |
| 2017 | wycofanie             | Kateřina Siniaková | nie wystąpiły z powodu kontuzji Hradeckiej | nie wystąpiły z powodu kontuzji Hradeckiej |
| 2021 | Zawodniczki rezerwowe | Marie Bouzková     | nie wystąpiły                              | nie wystąpiły                              |

## Finały turniejów rangi ITF
| turnieje z pulą nagród 100 000 $   |
| turnieje z pulą nagród 75/80 000 $ |
| turnieje z pulą nagród 50/60 000 $ |
| turnieje z pulą nagród 25 000 $    |
| turnieje z pulą nagród 15 000 $    |
| turnieje z pulą nagród 10 000 $    |

### Gra pojedyncza 27 (20–7)
| Rezultat     |     | Data       | Turniej               | ($)     | Naw.            | Przeciwniczka               | Wynik            |
| Finalistka   | 1.  | 04/05/2003 | Pula                  | 10 000  | Ceglana         | Virág Németh                | 6:4, 0:6, 1:6    |
| Zwyciężczyni | 1.  | 24/08/2003 | Enschede              | 10 000  | Ceglana         | Lotty Seelen                | 7:5, 6:4         |
| Finalistka   | 2.  | 07/09/2003 | Mestre                | 10 000  | Ceglana         | Lenka Šnajdrová             | 3:6, 6:1, 2:6    |
| Zwyciężczyni | 2.  | 04/10/2003 | Trenczyńskie Cieplice | 10 000  | Ceglana         | Irina Delitz                | 6:3, 6:2         |
| Zwyciężczyni | 3.  | 05/04/2004 | Cavtat                | 10 000  | Ceglana         | Lenka Tvarošková            | 7:5, 6:0         |
| Zwyciężczyni | 4.  | 18/04/2004 | Bol                   | 10 000  | Ceglana         | Romina Oprandi              | 6:4, 6:3         |
| Zwyciężczyni | 5.  | 30/05/2004 | Biograd               | 10 000  | Ceglana         | Lisa Tognetti               | 6:3, 6:2         |
| Zwyciężczyni | 6.  | 13/06/2004 | Staré Splavy          | 10 000  | Ceglana         | Sabrina Jolk                | 6:1, 7:6(3)      |
| Zwyciężczyni | 7.  | 12/09/2004 | Durmersheim           | 10 000  | Ceglana         | Petra Russegger             | 6:0, 5:7, 7:6(1) |
| Finalistka   | 3.  | 20/02/2005 | Biberach              | 10 000  | Twarda (hala)   | Kristina Barrois            | 5:7, 4:6         |
| Zwyciężczyni | 8.  | 13/03/2005 | Rogaška Slatina       | 10 000  | Dywanowa (hala) | Kristina Andlovic           | 6:4, 6:2         |
| Zwyciężczyni | 9.  | 19/11/2005 | Průhonice             | 25 000  | Twarda (hala)   | Agnieszka Radwańska         | 4:6, 6:1, 7:6(8) |
| Finalistka   | 4.  | 10/12/2005 | Przerów               | 25 000  | Dywanowa (hala) | Joanna Sakowicz             | 4:6, 4:6         |
| Zwyciężczyni | 10. | 12/02/2006 | Capriolo              | 25 000  | Dywanowa (hala) | Darija Jurak                | 6:1, 6:4         |
| Zwyciężczyni | 11. | 27/05/2007 | Gorycja               | 25 000  | Ceglana         | Eloisa Compostizo de Andrés | 6:2, 6:3         |
| Finalistka   | 5.  | 10/05/2008 | Florencja             | 25 000  | Ceglana         | Jelena Dokić                | 1:6, 3:6         |
| Zwyciężczyni | 12. | 03/08/2008 | Bad Saulgau           | 25 000  | Ceglana         | Carmen Klaschka             | 6:1, 4:6, 6:4    |
| Zwyciężczyni | 13. | 08/02/2009 | Belfort               | 25 000  | Dywanowa (hala) | Wiesna Manasijewa           | 6:3, 6:2         |
| Zwyciężczyni | 14. | 15/02/2009 | Midland               | 75 000  | Twarda (hala)   | Eleni Daniilidu             | 6:3, 6:3         |
| Finalistka   | 6.  | 14/02/2010 | Midland               | 100 000 | Twarda (hala)   | Elena Baltacha              | 7:5, 2:6, 3:6    |
| Zwyciężczyni | 15. | 16/05/2010 | Praga                 | 50 000  | Ceglana         | Ajla Tomljanović            | 6:1, 7:6(4)      |
| Finalistka   | 7.  | 19/09/2010 | Mestre                | 50 000  | Ceglana         | Zuzana Ondrášková           | 3:6, 3:6         |
| Zwyciężczyni | 16. | 07/11/2010 | Nantes                | 50 000  | Twarda (hala)   | Walerija Sawinych           | 6:3, 6:1         |
| Zwyciężczyni | 17. | 13/02/2011 | Midland               | 100 000 | Twarda (hala)   | Irina Falconi               | 6:4, 6:4         |
| Zwyciężczyni | 18. | 08/05/2011 | Praga                 | 50 000  | Ceglana         | Paula Ormaechea             | 4:6, 6:3, 6:2    |
| Zwyciężczyni | 19. | 27/04/2014 | Chiasso               | 25 000  | Ceglana         | Tereza Mrdeža               | 6:3, 7:6(4)      |
| Zwyciężczyni | 20. | 10/02/2019 | Trnawa                | 25 000  | Twarda (hala)   | Kristína Kučová             | 6:4, 3:6, 7:6(0) |

### Gra podwójna 50 (35–15)
| Rezultat     |     | Data       | Turniej           | ($)       | Naw.            | Partnerka            | Przeciwniczki                               | Wynik              |
| Zwyciężczyni | 1.  | 02/03/2004 | Buchen            | 10 000    | Twarda (hala)   | Eva Hrdinová         | Elke Clijsters Caroline Maes                | 6:1, 6:4           |
| Finalistka   | 1.  | 15/11/2004 | Praga             | 25 000    | Twarda (hala)   | Sandra Kleinová      | Gabriela Navrátilová Michaela Paštiková     | 3:6, 3:6           |
| Zwyciężczyni | 2.  | 22/11/2004 | Zawada            | 25 000    | Dywanowa        | Eva Hrdinová         | Kaciaryna Dziehalewicz Nadzieja Astrouskaja | 7:5, 6:3           |
| Finalistka   | 2.  | 13/12/2004 | Valašské Meziříčí | 25 000    | Twarda (hala)   | Eva Hrdinová         | Daniela Klemenschits Sandra Klemenschits    | walkower           |
| Finalistka   | 3.  | 17/01/2005 | Oberhaching       | 10 000    | Dywanowa (hala) | Zuzana Zálabská      | Kristina Barrois Korina Perkovic            | 3:6, 7:5, 6:7(6)   |
| Zwyciężczyni | 3.  | 21/02/2005 | Biberach          | 10 000    | Twarda (hala)   | Sandra Záhlavová     | Kristina Barrois Stefanie Weis              | 5:7, 6:2, 7:5      |
| Zwyciężczyni | 4.  | 13/03/2005 | Rogaška Slatina   | 10 000    | Twarda (hala)   | Zuzana Zálabská      | Kristina Michalaková Andrea Hlaváčková      | 7:5, 6:0           |
| Zwyciężczyni | 5.  | 17/04/2005 | Civitavecchia     | 25 000    | Ceglana         | Sandra Záhlavová     | Gabriela Niculescu Monica Niculescu         | 6:4, 6:3           |
| Zwyciężczyni | 6.  | 06/06/2005 | Zagrzeb           | 75 000    | Ceglana         | Vladimíra Uhlířová   | Daniela Klemenschits Sandra Klemenschits    | 6:2, 6:2           |
| Zwyciężczyni | 7.  | 11/09/2005 | Denain            | 75 000    | Ceglana         | Vladimíra Uhlířová   | Zsófia Gubacsi Marija Korytcewa             | 6:0, 7:5           |
| Zwyciężczyni | 8.  | 26/09/2005 | Biella            | 50 000    | Ceglana         | Renata Voráčová      | Maret Ani Mervana Jugić-Salkić              | 6:4, 7:6(4)        |
| Zwyciężczyni | 9.  | 24/10/2005 | Saint-Raphaël     | 50 000    | Twarda (hala)   | Sandra Záhlavová     | María Emilia Salerni Meilen Tu              | 4:6, 6:4, 7:5      |
| Zwyciężczyni | 10. | 15/11/2005 | Průhonice         | 25 000    | Twarda (hala)   | Libuše Průšová       | Olga Blahotová Eva Hrdinová                 | 6:3, 3:6, 6:3      |
| Finalistka   | 4.  | 22/11/2005 | Zawada            | 25 000    | Dywanowa (hala) | Gabriela Navrátilová | Timea Bacsinszky Nadzieja Astrouskaja       | 4:6, 6:7(5)        |
| Zwyciężczyni | 11. | 05/12/2005 | Przerów           | 25 000    | Dywanowa (hala) | Gabriela Navrátilová | Gréta Arn Margit Rüütel                     | 3:6, 6:4, 6:4      |
| Finalistka   | 5.  | 12/12/2005 | Valašské Meziříčí | 25 000    | Twarda (hala)   | Sandra Záhlavová     | Darija Jurak Renata Voráčová                | 3:6, 3:6           |
| Zwyciężczyni | 12. | 30/01/2006 | Urtijëi           | 75 000    | Dywanowa        | Vladimíra Uhlířová   | Tacciana Puczak Anastasija Jakimawa         | 6:4, 6:2           |
| Zwyciężczyni | 13. | 22/02/2006 | Biberach          | 25 000    | Twarda (hala)   | Olga Vymetálková     | Darija Jurak Renata Voráčová                | 6:2, 4:6, 6:7(4)   |
| Zwyciężczyni | 14. | 16/04/2006 | Civitavecchia     | 25 000    | Ceglana         | Martina Müller       | Tetiana Perebyjnis Barbora Strýcová         | 6:7(9), 6:3, 7:5   |
| Finalistka   | 6.  | 12/06/2006 | Zagrzeb           | 50 000    | Ceglana         | Olga Vymetálková     | Michaela Paštiková Hana Šromová             | walkower           |
| Finalistka   | 7.  | 20/08/2006 | Bronx             | 50 000    | Twarda          | Michaela Paštiková   | Julie Ditty Natalie Grandin                 | 1:6, 6:7(2)        |
| Finalistka   | 8.  | 1/10/2006  | Biella            | 50 000    | Twarda          | Michaela Paštiková   | Barbora Strýcová Renata Voráčová            | 3:6, 2:6           |
| Finalistka   | 9.  | 28/10/2006 | Bratysława        | 75 000    | Twarda (hala)   | Michaela Paštiková   | Alicja Rosolska Klaudia Jans                | 1:6, 3:6           |
| Zwyciężczyni | 15. | 10/06/2007 | Przerów           | 75 000    | Ceglana         | Renata Voráčová      | Rossana de los Ríos Edina Gallovits         | 5-7, 6:3, 6:2      |
| Zwyciężczyni | 16. | 11/06/2007 | Zlin              | 50 000    | Twarda          | Renata Voráčová      | Michaela Paštiková Hana Šromová             | 6:2, 2:6, 6:4      |
| Zwyciężczyni | 17. | 18/08/2007 | Bronx             | 50 000    | Twarda          | Urszula Radwańska    | Marija Korytcewa Darja Kustawa              | 6:3, 1:6, 6:1      |
| Zwyciężczyni | 18. | 11/10/2007 | Jersey            | 25 000    | Twarda (hala)   | Andrea Hlaváčková    | Katie O’Brien Georgie Gent                  | 6:0, 6:4           |
| Finalistka   | 10. | 11/11/2007 | Ismaning          | 25 000    | Twarda (hala)   | Andrea Hlaváčková    | Julia Görges Kristina Barrois               | 6:2, 2:6, 7–10     |
| Zwyciężczyni | 19. | 10/12/2007 | Valašské Meziříčí | 25 000    | Twarda (hala)   | Andrea Hlaváčková    | Darija Jurak Ivana Lisjak                   | 6:2, 6:1           |
| Zwyciężczyni | 20. | 03/02/2008 | Belfort           | 25 000    | Twarda (hala)   | Andrea Hlaváčková    | Marta Marrero María José Martínez Sánchez   | 7:6(8) 6:4         |
| Zwyciężczyni | 21. | 05/02/2008 | Sutton            | 25 000    | Twarda (hala)   | Andrea Hlaváčková    | Johanna Larsson Anna Smith                  | 6:3, 6:3           |
| Finalistka   | 11. | 09/06/2008 | Zlin              | 75 000    | Ceglana         | Renata Voráčová      | Simona Dobrá Tereza Hladíková               | 4:6, 3:6           |
| Zwyciężczyni | 22. | 13/10/2008 | Saint-Raphaël     | 50 000    | Twarda (hala)   | Eva Birnerová        | Gracia Radovanovic Renata Voráčová          | 6:4, 6:3           |
| Zwyciężczyni | 23. | 27/10/2008 | Bratysława        | 100 000   | Twarda (hala)   | Andrea Hlaváčková    | Akgul Amanmuradova Monica Niculescu         | 7:6(1), 6:1        |
| Zwyciężczyni | 24. | 01/03/2009 | Clearwater        | 50 000    | Twarda          | Michaela Paštiková   | Maria Elena Camerin Yanina Wickmayer        | walkower           |
| Zwyciężczyni | 25. | 08/11/2009 | Nantes            | 50 000    | Twarda (hala)   | Michaela Paštiková   | Vladimíra Uhlířová Renata Voráčová          | 6:4, 6:4           |
| Zwyciężczyni | 26. | 08/02/2010 | Midland           | 100 000   | Twarda          | Laura Granville      | Ana Tatiszwili Lilia Osterloh               | 7:6(3), 3:6, 12–10 |
| Zwyciężczyni | 27. | 28/06/2010 | Cuneo             | 100 000   | Ceglana         | Eva Birnerová        | Sorana Cîrstea Andreja Klepač               | 3:6, 6:4, 10–8     |
| Zwyciężczyni | 28. | 20/09/2010 | Saint-Malo        | 100 000   | Ceglana         | Petra Cetkovská      | Marija Korytcewa Raluca Olaru               | 6:4, 6:2           |
| Zwyciężczyni | 29. | 31/10/2010 | Poitiers          | 100 000   | Twarda (hala)   | Renata Voráčová      | Akgul Amanmuradova Kristina Barrois         | 6:7(5), 6:2, 10–5  |
| Zwyciężczyni | 30. | 12/02/2012 | Midland           | 100 000   | Twarda (hala)   | Andrea Hlaváčková    | Wiesna Dołonc Stéphanie Foretz              | 7:6(4), 6:2        |
| Zwyciężczyni | 31. | 27/10/2013 | Poitiers          | 100 000   | Twarda (hala)   | Michaëlla Krajicek   | Christina McHale Monica Niculescu           | 7:6(5), 6:2        |
| Zwyciężczyni | 32. | 03/11/2013 | Nantes            | 50 000    | Twarda (hala)   | Michaëlla Krajicek   | Stéphanie Foretz Eva Hrdinová               | 6:3, 6:2           |
| Zwyciężczyni | 33. | 16/05/2014 | Praga             | 100 000   | Ceglana         | Michaëlla Krajicek   | Lucie Šafářová Andrea Hlaváčková            | 6:3, 6:2           |
| Zwyciężczyni | 34. | 26/10/2014 | Poitiers          | 100 000   | Twarda (hala)   | Andrea Hlaváčková    | Katarzyna Piter Maryna Zanewśka             | 6:1, 7:5           |
| Finalistka   | 12. | 22/06/2018 | Klosters          | 25 000    | Ceglana         | Yūki Naitō           | Akgul Amanmuradova Ekaterine Gorgodze       | 2:6, 3:6           |
| Finalistka   | 13. | 21/07/2018 | Ołomuniec         | 80 000    | Ceglana         | Michaëlla Krajicek   | Petra Krejsová Jesika Malečková             | 2:6, 1:6           |
| Finalistka   | 14. | 27/04/2019 | Charlottesville   | 80 000    | Ceglana         | Katarzyna Kawa       | Asia Muhammad Taylor Townsend               | 6:4, 5:7, 3–10     |
| Finalistka   | 15. | 27/07/2019 | Praga             | 60 000    | Ceglana         | Johana Marková       | Nicoleta Dascălu Raluca Șerban              | 4:6, 4:6           |
| Zwyciężczyni | 35. | 14/12/2019 | Dubaj             | 100 000+H | Twarda          | Andreja Klepač       | Sara Sorribes Tormo Georgina García Pérez   | 7:5, 3:6, 10–8     |

## Występy w igrzyskach olimpijskich

### Gra pojedyncza
| Runda                                                                           | Przeciwniczka             | Wynik    |  |
| ------------------------------------------------------------------------------- | ------------------------- | -------- |  |
|                                                                                 |                           |          |  |
| Letnie Igrzyska Olimpijskie w Rio de Janeiro 2016, reprezentując państwo Czechy |                           |          |  |
| I runda                                                                         | Dania: Caroline Wozniacki | 2:6, 2:6 |  |

### Gra podwójna
| Runda                                                                           | Partnerka             | Przeciwniczki                                       | Wynik            |
| ------------------------------------------------------------------------------- | --------------------- | --------------------------------------------------- | ---------------- |
|                                                                                 |                       |                                                     |                  |
| Letnie Igrzyska Olimpijskie w Londynie 2012, reprezentując państwo Czechy       |                       |                                                     |                  |
| I runda                                                                         | Andrea Hlaváčková [4] | Węgry: Tímea Babos / Ágnes Szávay                   | 6:1, 6:7(5), 6:2 |
| II runda                                                                        | Andrea Hlaváčková [4] | Chiny: Li Na / Zhang Shuai                          | 6:3, 6:1         |
| Ćwierćfinał                                                                     | Andrea Hlaváčková [4] | Chińskie Tajpej: Chuang Chia-jung / Hsieh Su-wei    | 6:3, 6:4         |
| Półfinał                                                                        | Andrea Hlaváčková [4] | Stany Zjednoczone: Liezel Huber / Lisa Raymond [1]  | 6:1, 7:6(2)      |
| O złoty medal                                                                   | Andrea Hlaváčková [4] | Stany Zjednoczone: Serena Williams / Venus Williams | 4:6, 4:6         |
|                                                                                 |                       |                                                     |                  |
| Letnie Igrzyska Olimpijskie w Rio de Janeiro 2016, reprezentując państwo Czechy |                       |                                                     |                  |
| I runda                                                                         | Andrea Hlaváčková [6] | Ukraina: Olha Sawczuk / Elina Switolina             | 7:6(1), 1:6, 6:4 |
| II runda                                                                        | Andrea Hlaváčková [6] | Chiny: Peng Shuai / Zhang Shuai                     | 6:4, 6:4         |
| Ćwierćfinał                                                                     | Andrea Hlaváčková [6] | Rosja: Darja Kasatkina / Swietłana Kuzniecowa       | 6:1, 4:6, 7:5    |
| Półfinał                                                                        | Andrea Hlaváčková [6] | Szwajcaria: Timea Bacsinszky / Martina Hingis [5]   | 7:5, 6:7(3), 2:6 |
| O brązowy medal                                                                 | Andrea Hlaváčková [6] | Czechy: Lucie Šafářová / Barbora Strýcová           | 5:7, 1:6         |

### Gra mieszana
| Runda                                                                           | Partner        | Przeciwnicy                                         | Wynik             |
| ------------------------------------------------------------------------------- | -------------- | --------------------------------------------------- | ----------------- |
|                                                                                 |                |                                                     |                   |
| Letnie Igrzyska Olimpijskie w Londynie 2012, reprezentując państwo Czechy       |                |                                                     |                   |
| I runda                                                                         | Radek Štěpánek | Wielka Brytania: Laura Robson / Andy Murray         | 5:7, 7:6(7), 7–10 |
|                                                                                 |                |                                                     |                   |
| Letnie Igrzyska Olimpijskie w Rio de Janeiro 2016, reprezentując państwo Czechy |                |                                                     |                   |
| I runda                                                                         | Radek Štěpánek | Hiszpania: Garbiñe Muguruza / Rafael Nadal          | walkower          |
| Ćwierćfinał                                                                     | Radek Štěpánek | Rumunia: Irina-Camelia Begu / Horia Tecău           | 6:4, 7:5          |
| Półfinał                                                                        | Radek Štěpánek | Stany Zjednoczone Bethanie Mattek-Sands / Jack Sock | 4:6, 6:7(3)       |
| O brązowy medal                                                                 | Radek Štěpánek | Indie Sania Mirza / Rohan Bopanna                   | 6:1, 7:5          |